# Kyzyłkaragaj
Kyzyłkaragaj (Listwiaga; kaz.: Қызылқарағай жотасы, Kyzyłkaragaj żotasy; ros.: Листвяга, Listwiaga) – pasmo górskie w Ałtaju, w Kazachstanie (obwód wschodniokazachstański), rozciągające się na długości ok. 120 km. Najwyższy szczyt osiąga 2577 m n.p.m. Pasmo stanowi dział wodny pomiędzy dorzeczami Katuniu i Buchtarmy. Zachodnia część ma charakter silnie rozczłonkowanego płaskowyżu. Pasmo zbudowane ze skał efuzywnych i piaskowca. Na zboczach rosną lasy brzozowe, osikowe i modrzewiowe, natomiast na wysokości powyżej 2000 m n.p.m. występują łąki subalkpejskie i alpejskie.